# Бриг Бригид
Бриг Бригид (Brigh Brigaid, Briugaid, Brughaidh) — женщина, в 50-х годах бывшая ирландским судьёй, брегоном.
Брегоны выступали как посредники в спорах и толкователи закона. Бриг упомянута в Senchus Mór, собрании законов древней Ирландии, где её решения названы как прецедентные и использовавшиеся на протяжении многих столетий после её смерти.
Имя Бриг было включено в инсталляцию «Этаж наследия» Джуди Чикаго.